# Кірхентумбах
Кірхентумбах (нім. Kirchenthumbach) — громада в Німеччині, розташована в землі Баварія. Підпорядковується адміністративному округу Верхній Пфальц. Входить до складу району Нойштадт-ан-дер-Вальднааб. Центр об'єднання громад Кірхентумбах.
Площа — 67,46 км2. Населення становить 3236 ос. (станом на 31 грудня 2020).